# Bertrand Marchal (éditeur)
Pour les articles homonymes, voir Bertrand Marchal.
Pour le dessinateur belge, voir Bertrand Marchal. Pour les autres significations, voir Marchal.
Bertrand Marchal (né à Aix en Provence le 24 avril 1951) est un enseignant, chercheur, éditeur critique français.
En parallèle à son enseignement, il fait un travail de recherche sur Stéphane Mallarmé et sur la poésie du XIXe siècle, de Victor Hugo à Jules Laforgue.
Il en résulte deux thèses publiées et une palette d'articles sur Flaubert, Zola et Proust, ainsi que sur deux poètes du XXe siècle, René Char et Yves Bonnefoy que le chercheur a connus.

## Biographie
Originaire de Mougins, Bertrand Marchal est le petit-fils de l'historien Jean Marchal.

### Enseignement et recherche
Agrégé de lettres classiques (1974), Bertrand Marchal enseigne en lycée et collège dans différentes régions de France (1974-1990). Il soutient son doctorat de 3e cycle en 1983 (Lecture de Mallarmé) et son doctorat d'État ès lettres en 1987 (La Religion de Mallarmé).
Il devient maître de conférence (1990) puis professeur des universités (1993).
En 2008, il devient directeur de l’École doctorale « Littératures françaises et comparée » à l'université Paris-Sorbonne.

### Travail éditorial
Son travail d'éditeur intellectuel porte principalement sur l'œuvre de Stéphane Mallarmé (notamment les Œuvres complètes à la Bibliothèque de la Pléiade et la correspondance complète chez Gallimard)
L’Académie française lui décerne le prix Henri-Mondor en 1989, 1996 et 2005 et l'Académie des sciences morales et politiques, le prix Pierre-Georges-Castex de littérature française en 2018.

### Vie personnelle
Il a épousé Monique Sivan en 1976, dont postérité.

## Ouvrages
- Lecture de Mallarmé, José Corti, 1985, 344 p.
- La Religion de Mallarmé, José Corti, 1988, 600 p.
- Lire le symbolisme, Dunod, 1993, 212 p.
- Salomé entre vers et prose. Baudelaire, Mallarmé, Flaubert, Huysmans, José Corti, 2005, 300 p
- Le Symbolisme, Armand-Colin, 2011, 240 p. (nouvelle éd. revue et augmentée de l’essai Lire le symbolisme)

### Éditions
- Stéphane Mallarmé, Poésies, Gallimard, Poésie, 1992.
- Stéphane Mallarmé, Correspondance 1862-1871, suivi de Lettres sur la poésie, Gallimard, Folio, 1995.
- Stéphane Mallarmé, Vers de circonstance, Gallimard, Poésie, 1996.
- Stéphane Mallarmé, Lettres à Méry Laurent, Gallimard, 1996.
- Stéphane Mallarmé, Œuvres complètes, tome I, Gallimard, Bibliothèque de la Pléiade, 1998.
- Stéphane Mallarmé, Presses de l’Université de Paris-Sorbonne, Mémoire de la critique, 1998.
- Stéphane Mallarmé, Œuvres complètes, tome II, Gallimard, Bibliothèque de la Pléiade, 2003.
- Stéphane Mallarmé, Igitur, Divagations, Un coup de dés, Gallimard, Poésie, 2003.
- Gérard de Nerval, Les Filles du feu suivi de Les Chimères, Gallimard, Poésie, 2005.
- Alfred de Musset, Lorenzaccio, coll. Folio théâtre, Gallimard, 2008.
- Alfred de Musset, On ne badine pas avec l'amour, Gallimard, Folio théâtre, 2010.
- Stéphane Mallarmé et alii, La Guirlande à Méry, Malassis / Les Équateurs, 2014.
- Stéphane Mallarmé, Correspondance 1854-1898, Gallimard, nrf, 2019.